# БМП-1
БМП-1 (на руски: Боевая Mашина Пехоты-1) е бойна машина на пехотата, конструирана през Студената война от СССР.
Тежи 13,5 тона, дълга е почти 6,74, широка 2,94 и висока 2,15 m. Пренася общо 11 войника. Бронята ѝ е дебела 33 mm. Главното оръжие е 73 mm гладкостволно полуавтоматично оръдие, 7,62 mm картечница и ПТУРС. Развива скорост от 65 km/h.
- Афганистански БМП-1
- БМП-1
- Детайл на БМП-1
- Детайл на БМП-1
- БМП-1
- БМП-1 в музей
- БМП-1 в музей
- БМП-1 в Израелски музеи
- БМП-1 в Израелски музеи
- БМП-1 в Израелски музеи
- Полски БМП-1
- Полски БМП-1
- БМП-1
- БМП-1 с тренировъчни муниции
- БМП-1
- Финландски БМП-1
- Финландски БМП-1
- БМП-1 в Музея на Великата Отечествана война, Киев